# Безхлібник Василь Михайлович
Васи́ль Миха́йлович Безхлі́бник (псевдо «Беркут», «Еней») 27 лютого 1913, с. Соколів, нині Кам'янка-Бузький район, Львівська область) — 2 червня 1995, Торонто, Канада) — український громадсько-політичний діяч, тереновий провідник ОУН в Німеччині, редактор, публіцист.

## Життєпис

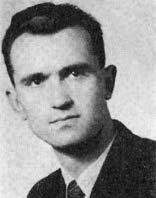
Василь Безхлібник — тереновий провідник ОУН(б) в Німеччині, 1942 рік

Народився 27 лютого 1913 року в с. Соколів (тоді Львівського повіту, Королівство Галичини та Володимирії Австро-Угорщина, нині Кам'янка-Бузький район, Львівська область, Україна).
Закінчив Філію Академічної гімназії у м. Львів (1933). Вивчав економіку — у м. Берлін, Мюнхен.
В гімназії почав підпільну працю в ОУН, згодом член її теренового і Головного Проводу.
Кілька разів Василя Безхлібника арештовувала поліція; засуджений польською владою у 1934 році на дворічне ув'язнення як політичний в'язень, згодом відбуває ув'язнення з березня по вересень 1939.
Учасник II Великого Збору (ВЗ) ОУН в Кракові (31.3 — 3.4.19413.4.1941). Керівник підпілля ОУН на території Німеччини, тереновий провідник ОУН в Німеччині (псевдо «Беркут», «Еней») (1941—12.1942), в'язень тюрми у Берліні та концтабору «Заксенгаузен» (з 5 травня 1943, табірний № 65620), вийшов на волю 20 жовтня 1944 р.
За свідченнями чільного діяча ОУН(б), теренового провідника Німеччини (1941—1942) Василя Безхлібника — «Беркут» й в'язня Заксенгаузену, блок № 10, Степан Бандера в умовах суворого режиму концтабору проявляв чудеса конспірації та був неперевершеним організатором обміну інформації, газет і харчових пайків. З ним Бандера зустрічався у лікарні блоку № 9, де проходив процедури. Безхлібник інформував Провідника про становище членів ОУН в німецьких концтаборах, ситуацію в Україні та міжнародні події.

### В еміграції
У 1948 емігрував разом із сім'єю до Канади. 1950–53 очолював Видавничу спілку «Гомін України». Закінчив бібліотекарський курс в університеті Оттави у 1961. Від 1961 працював бібліотекарем в Ун-ті у Ґвелфі (провінція Онтаріо).
1975–78 — голова головної управи Ліги визволення України.
1979–83 — генеральний секретар Світового конгресу вільних українців. Деякий час очолював дирекцію виробничо-будівельних спілок «Акюред білдерс» та «Горайзон вуд нануфектурінг».